# Kimmeridge
Kimmeridge [kimeridž] je stupeň svrchní jury. Je ekvivalentní věku, který začal před 157,3 ± 1 milióny let a skončil před 152,1 ± 0,9 milióny let. Kimmeridge následoval po oxfordu a předcházel tithonu.
Stupeň byl pojmenován po vesnici Kimmeridge, nacházející se na anglickém pobřeží poblíž Dorsetu, které je známé nálezy z této doby. Na pláži v Kimmeridgeském zálivu lze nalézt fosílie přinesené přílivem.
Kimmeridgeský jíl je zdrojem asi 95 procent ropy v Severním moři.

## Fosilie

### Obratlovci

#### Ptáci
| Ptáci                                         | Ptáci                                                                                  | Ptáci                                                                                    | Ptáci   |
| Taxon                                         | Nálezy                                                                                 | Popis                                                                                    | Obrázek |
| --------------------------------------------- | -------------------------------------------------------------------------------------- | ---------------------------------------------------------------------------------------- | ------- |
| - Archaeopteryx - Archaeopteryx lithographica | Solnhofen a Eichstätt (Bavorsko, Německo), od roku 1861 jedenáct potvrzených exemplářů | Malý, asi 0,5 metru dlouhý opeřený „prapták“ (nebo deinonychosaur) s ozubenými čelistmi. |         |

#### Plesiosauři
| Plesiosauři    | Plesiosauři | Plesiosauři | Plesiosauři |
| Taxon          | Nálezy      | Popis       | Obrázek     |
| -------------- | ----------- | ----------- | ----------- |
| - Liopleurodon |             |             |             |
| - Pliosaurus   |             |             |             |

#### Sauropodi
| Sauropodi                                                    | Sauropodi                                          | Sauropodi                                                   | Sauropodi |
| Taxon                                                        | Nálezy                                             | Popis                                                       | Obrázek   |
| ------------------------------------------------------------ | -------------------------------------------------- | ----------------------------------------------------------- | --------- |
| - Amphicoelias (Maraapunisaurus) - Amphicoelias fragillimus? | Popsán E. D. Copem v roce 1878.                    | Velký až gigantický sauropod z USA (Morrisonské souvrství). |           |
| - Camarasaurus                                               | Mnoho exemplářů, včetně mláďat.                    | Velký sauropod, délka až přes 20 metrů.                     |           |
| - Diplodocus                                                 | Mnoho exemplářů, kosterní expozice po celém světě. | Velký, i když relativně štíhlý sauropod. Délka až 34 metrů. |           |
| - Dystrophaeus                                               |                                                    | Velký sauropod.                                             |           |
| - Europasaurus - Europasaurus holgeri                        | Severní Německo                                    | Relativně malý sauropod o dospělé délce kolem 6 metrů.      |           |

#### Stegosauři
| Stegosauři      | Stegosauři                                               | Stegosauři                                          | Stegosauři | Stegosauři |
| Taxon           | Nálezy                                                   | Popis                                               | Obrázek    |            |
| --------------- | -------------------------------------------------------- | --------------------------------------------------- | ---------- | ---------- |
| - Hesperosaurus | Popsán v roce 2001, dochovaly se i otisky měkkých tkání. | Velký stegosaurid, značně podobný rodu Stegosaurus. |            |            |

#### Thalattosuchia
| Thalattosuchia                                                                  | Thalattosuchia | Thalattosuchia                      | Thalattosuchia | Thalattosuchia |
| Taxon                                                                           | Nálezy         | Popis                               | Obrázek |                |
| ------------------------------------------------------------------------------- | -------------- | ----------------------------------- | --- | -------------- |
| - Dakosaurus D. maximus                                                         |                | Anglie, Francie, Švýcarsko, Německo | typový druh rodu ze svrchní jury (svrchní kimmeridge-spodní tithon).                                                                       |                |
| - Geosaurus G. suevicus                                                         |                | Německo                             | Relativně malý rod čeledi Metriorhynchidae. Žádný známý druh nepřesahoval délku 3 metrů.                                                   |                |
| - Metriorhynchus 1. M. acutus 2. M. geoffroyii 3. M. hastifer 4. M. palpebrosus |                | Anglie (včetně Skotska) a Francie   | Masožravec živící se rybami, belemnity a jinými mořskými živočichy, možná i jejich mršinami. V dospělosti průměrně dorůstal délky 3 metrů. |                |

#### Teropodi
| Teropodi (kromě ptáků)                     | Teropodi (kromě ptáků)                     | Teropodi (kromě ptáků)                         | Teropodi (kromě ptáků) | Teropodi (kromě ptáků) |
| Taxon                                      | Nálezy                                     | Popis                                          | Obrázek                |                        |
| ------------------------------------------ | ------------------------------------------ | ---------------------------------------------- | ---------------------- | ---------------------- |
| - Aviatyrannis - Aviatyrannis jurassica    | Tyranosauroid ze svrchní jury Portugalska. | Jeden z nejstarších známých tyranosauroidů.    |                        |                        |
| - Coelurus - Coelurus fragilis             | Wyoming, USA                               | Malý dravý célurosaur o délce kolem 2,4 metru. |                        |                        |
| - Stokesosaurus - Stokesosaurus clevelandi | Utah a Anglie, svrchní jura                | Primitivní tyranosauroid, délka 3-4 metry.     |                        |                        |

### Bezobratlí

#### Čtyřžábří
| Čtyřžábří        | Čtyřžábří | Čtyřžábří | Čtyřžábří | Čtyřžábří |
| Taxon            | Nálezy    | Popis     | Obrázek   |           |
| ---------------- | --------- | --------- | --------- | --------- |
| - Somalinautilus |           |           |           |           |

#### Amoniti
| Amoniti            | Amoniti | Amoniti | Amoniti | Amoniti |
| Taxon              | Nálezy  | Popis   | Obrázek |         |
| ------------------ | ------- | ------- | ------- | ------- |
| - Lithacosphinctes |         |         |         |         |

#### Belemniti
| Belemniti    | Belemniti | Belemniti | Belemniti | Belemniti |
| Taxon        | Nálezy    | Popis     | Obrázek   |           |
| ------------ | --------- | --------- | --------- | --------- |
| - Produvalia |           |           |           |           |

### Naleziště
- Guimarota